# Lijst van Coronaves
Dit is een lijst met vogels, naar familie gerangschikt. Voor een taxonomische benadering, inclusief vogelgroepen, zie: Aves (taxonomie) of (voor een alternatieve indeling): DNA-onderzoek naar de taxonomie van de vogels.

## Orde Musophagiformes (Toerako's)

### Familie Musophagidae (Toerako's)
- Geslacht Corythaeola
  - Corythaeola cristata (Reuzentoerako)
- Geslacht Corythaixoides
  - Corythaixoides concolor (Vale toerako)
  - Corythaixoides leucogaster (Witbuiktoerako)
  - Corythaixoides personatus (Maskertoerako)
- Geslacht Crinifer
  - Crinifer piscator (Grijze bananeneter)
  - Crinifer zonurus (Bandstaartbananeneter)
- Geslacht Musophaga
  - Musophaga rossae (Lady Ross' toerako)
  - Musophaga violacea (Violette toerako)
- Geslacht Ruwenzorornis
  - Ruwenzorornis johnstoni (Ruwenzoritoerako)
- Geslacht Tauraco
  - Tauraco bannermani (Bannermans toerako)
  - Tauraco corythaix (Knysnatoerako)
  - Tauraco erythrolophus (Roodkuiftoerako)
  - Tauraco fischeri (Fischers toerako)
  - Tauraco hartlaubi (Hartlaubs toerako)
  - Tauraco leucolophus (Witkuiftoerako)
  - Tauraco leucotis (Witwangtoerako)
  - Tauraco livingstonii (Livingstones toerako)
  - Tauraco macrorhynchus (Geelsnaveltoerako)
  - Tauraco persa (Groene toerako)
  - Tauraco porphyreolophus (Glanskuiftoerako)
  - Tauraco ruspolii (Prins Ruspoli's toerako)
  - Tauraco schalowi (Schalows toerako)
  - Tauraco schuettii (Zwartsnaveltoerako)

## Orde Gaviiformes (Duikers)

### Familie Gaviidae (Duikers)
- Geslacht Gavia
  - Gavia adamsii (Geelsnavelduiker)
  - Gavia arctica (Parelduiker)
  - Gavia immer (IJsduiker)
  - Gavia pacifica (Pacifische parelduiker)
  - Gavia stellata (Roodkeelduiker)

## Orde Ciconiiformes (Ooievaars)

### Familie Ciconiidae (Ooievaars)
- Geslacht Anastomus
  - Anastomus lamelligerus (Afrikaanse gaper)
  - Anastomus oscitans (Indische gaper)
- Geslacht Ciconia
  - Ciconia abdimii (Abdims ooievaar)
  - Ciconia boyciana (Zwartsnavelooievaar)
  - Ciconia ciconia (Ooievaar)
  - Ciconia episcopus (Aziatische bisschopsooievaar)
  - Ciconia maguari (Magoeari)
  - Ciconia nigra (Zwarte ooievaar)
  - Ciconia stormi (Soenda-ooievaar)
- Geslacht Ephippiorhynchus
  - Ephippiorhynchus asiaticus (Zwarthalsooievaar)
  - Ephippiorhynchus senegalensis (Zadelbekooievaar)
- Geslacht Jabiru
  - Jabiru mycteria (Reuzenooievaar)
- Geslacht Leptoptilos
  - Leptoptilos crumeniferus (Afrikaanse maraboe)
  - Leptoptilos dubius (Indische maraboe)
  - Leptoptilos javanicus (Javaanse maraboe)
- Geslacht Mycteria
  - Mycteria americana (Kaalkopooievaar)
  - Mycteria cinerea (Maleise nimmerzat)
  - Mycteria ibis (Afrikaanse nimmerzat)
  - Mycteria leucocephala (Indische nimmerzat)

## Orde Pelecaniformes (Roeipotigen)

### Familie Ardeidae (Reigers)
- Geslacht Agamia
  - Agamia agami (Agamireiger)
- Geslacht Ardea
  - Ardea alba (Grote zilverreiger)
  - Ardea alba modesta (Oosterse grote zilverreiger)
  - Ardea cinerea (Blauwe reiger)
  - Ardea cocoi (Sokoireiger)
  - Ardea goliath (Reuzenreiger)
  - Ardea herodias (Amerikaanse blauwe reiger)
  - Ardea humbloti (Madagaskarreiger)
  - Ardea insignis (Keizerreiger)
  - Ardea melanocephala (Zwartkopreiger)
  - Ardea pacifica (Withalsreiger)
  - Ardea picata (Bonte reiger)
  - Ardea purpurea (Purperreiger)
  - Ardea sumatrana (Sumatraanse reiger)
- Geslacht Ardeola
  - Ardeola bacchus (Chinese ralreiger)
  - Ardeola grayii (Indische ralreiger)
  - Ardeola idae (Madagaskarralreiger)
  - Ardeola ralloides (Ralreiger)
  - Ardeola rufiventris (Roodbuikreiger)
  - Ardeola speciosa (Javaanse ralreiger)
- Geslacht Botaurus
  - Botaurus lentiginosus (Noord-Amerikaanse roerdomp)
  - Botaurus pinnatus (Zuid-Amerikaanse roerdomp)
  - Botaurus poiciloptilus (Australische roerdomp)
  - Botaurus stellaris (Roerdomp)
- Geslacht Bubulcus
  - Bubulcus coromandus (Oostelijke koereiger)
  - Bubulcus ibis (Koereiger)
- Geslacht Butorides
  - Butorides striata (Mangrovereiger)
  - Butorides sundevalli (Galápagosreiger)
  - Butorides virescens (Groene reiger)
- Geslacht Cochlearius
  - Cochlearius cochlearius (Schuitbekreiger)
- Geslacht Dupetor
  - Dupetor flavicollis (Zwart woudaapje)
- Geslacht Egretta
  - Egretta ardesiaca (Zwarte reiger)
  - Egretta caerulea (Kleine blauwe reiger)
  - Egretta dimorpha (Madagaskarzilverreiger)
  - Egretta eulophotes (Chinese zilverreiger)
  - Egretta garzetta (Kleine zilverreiger)
  - Egretta gularis (Westelijke rifreiger)
  - Egretta intermedia (Middelste zilverreiger)
  - Egretta novaehollandiae (Witwangreiger)
  - Egretta rufescens (Roodhalsreiger)
  - Egretta sacra (Oostelijke rifreiger)
  - Egretta thula (Amerikaanse kleine zilverreiger)
  - Egretta tricolor (Witbuikreiger)
  - Egretta vinaceigula (Sharpes reiger)
- Geslacht Gorsachius
  - Gorsachius goisagi (Japanse kwak)
  - Gorsachius leuconotus (Witrugkwak)
  - Gorsachius magnificus (Hainankwak)
  - Gorsachius melanolophus (Indische kwak)
- Geslacht Ixobrychus
  - Ixobrychus cinnamomeus (Rossige woudaap)
  - Ixobrychus dubius
  - Ixobrychus eurhythmus (Mantsjoerijse woudaap)
  - Ixobrychus exilis (Amerikaanse woudaap)
  - Ixobrychus involucris (Gestreepte woudaap)
  - Ixobrychus minutus (Woudaapje)
  - Ixobrychus sinensis (Chinese woudaap)
  - Ixobrychus sturmii (Afrikaanse woudaap)
- Geslacht Nyctanassa
  - Nyctanassa violacea (Geelkruinkwak)
- Geslacht Nycticorax
  - Nycticorax caledonicus (Rosse kwak)
  - Nycticorax nycticorax (Kwak)
- Geslacht Pilherodius
  - Pilherodius pileatus (Kapreiger)
- Geslacht Syrigma
  - Syrigma sibilatrix (Fluitreiger)
- Geslacht Tigriornis
  - Tigriornis leucolopha (Afrikaanse tijgerroerdomp)
- Geslacht Tigrisoma
  - Tigrisoma fasciatum (Gestreepte tijgerroerdomp)
  - Tigrisoma lineatum (Rosse tijgerroerdomp)
  - Tigrisoma mexicanum (Mexicaanse tijgerroerdomp)
- Geslacht Zebrilus
  - Zebrilus undulatus (Zigzagreiger)
- Geslacht Zonerodius
  - Zonerodius heliosylus (Nieuw-Guinese tijgerroerdomp)

### Familie Balaenicipitidae (Schoenbekooievaar)
- Geslacht Balaeniceps
  - Balaeniceps rex (Schoenbekooievaar)

### Familie Pelecanidae (Pelikanen)
- Geslacht Pelecanus
  - Pelecanus conspicillatus (Australische pelikaan)
  - Pelecanus crispus (Kroeskoppelikaan)
  - Pelecanus erythrorhynchos (Witte pelikaan)
  - Pelecanus occidentalis (Bruine pelikaan)
  - Pelecanus onocrotalus (Roze pelikaan)
  - Pelecanus philippensis (Grijze pelikaan)
  - Pelecanus rufescens (Kleine pelikaan)

### Familie Scopidae (Hamerkop)
- Geslacht Scopus
  - Scopus umbretta (Hamerkop)

### Familie Threskiornithidae (Ibissen en Lepelaars)
- Geslacht Bostrychia
  - Bostrychia bocagei (Kleine olijfgroene ibis)
  - Bostrychia carunculata (Lelibis)
  - Bostrychia hagedash (Hadada-ibis)
  - Bostrychia olivacea (Olijfgroene ibis)
  - Bostrychia rara (Geschubde ibis)
- Geslacht Cercibis
  - Cercibis oxycerca (Stekelstaartibis)
- Geslacht Eudocimus
  - Eudocimus albus (Witte ibis)
  - Eudocimus ruber (Rode ibis)
- Geslacht Geronticus
  - Geronticus calvus (Kaapse ibis)
  - Geronticus eremita (Heremietibis)
- Geslacht Lophotibis
  - Lophotibis cristata (Kuifibis)
- Geslacht Mesembrinibis
  - Mesembrinibis cayennensis (Groene ibis)
- Geslacht Nipponia
  - Nipponia nippon (Japanse kuifibis)
- Geslacht Phimosus
  - Phimosus infuscatus (Maskeribis)
- Geslacht Platalea
  - Platalea ajaja (Roze lepelaar)
  - Platalea alba (Afrikaanse lepelaar)
  - Platalea flavipes (Geelsnavellepelaar)
  - Platalea leucorodia (Lepelaar)
  - Platalea minor (Kleine lepelaar)
  - Platalea regia (Koningslepelaar)
- Geslacht Plegadis
  - Plegadis chihi (Amerikaanse ibis)
  - Plegadis falcinellus (Zwarte ibis)
  - Plegadis ridgwayi (Puna-ibis)
- Geslacht Pseudibis
  - Pseudibis davisoni (Witschouderibis)
  - Pseudibis gigantea (Reuzenibis)
  - Pseudibis papillosa (Wrattenibis)
- Geslacht Theristicus
  - Theristicus caerulescens (Grijze ibis)
  - Theristicus caudatus (Geelhalsibis)
  - Theristicus melanopis (Zwartmaskeribis)
- Geslacht Threskiornis
  - Threskiornis aethiopicus (Heilige ibis)
  - Threskiornis bernieri (Madagaskar witte ibis)
  - Threskiornis melanocephalus (Indische witte ibis)
  - Threskiornis molucca (Australische witte ibis)
  - Threskiornis spinicollis (Strohalsibis)

## Orde Sphenisciformes (Pinguins)

### Familie Spheniscidae (Pinguins)
- Geslacht Aptenodytes
  - Aptenodytes forsteri (Keizerspinguïn)
  - Aptenodytes patagonicus (Koningspinguïn)
- Geslacht Eudyptes
  - Eudyptes chrysocome (Rotspinguïn)
  - Eudyptes chrysolophus (Macaroni-pinguïn)
  - Eudyptes moseleyi
  - Eudyptes pachyrhynchus (Fjordlandkuifpinguïn)
  - Eudyptes robustus (Snares kuifpinguïn)
  - Eudyptes schlegeli (Schlegels pinguïn)
  - Eudyptes sclateri (Grote kuifpinguïn)
- Geslacht Eudyptula
  - Eudyptula minor (Dwergpinguïn)
    - Eudyptula minor albosignata (Witvleugelpinguïn)
- Geslacht Megadyptes
  - Megadyptes antipodes (Geeloogpinguïn)
- Geslacht Pygoscelis
  - Pygoscelis adeliae (Adeliepinguïn)
  - Pygoscelis antarcticus (Stormbandpinguïn)
  - Pygoscelis papua (Ezelspinguïn)
- Geslacht Spheniscus
  - Spheniscus demersus (Zwartvoetpinguïn)
  - Spheniscus humboldti (Humboldtpinguïn)
  - Spheniscus magellanicus (Magelhaenpinguïn)
  - Spheniscus mendiculus (Galapagospinguïn)

## Orde Procellariiformes (Buissnaveligen)

### Familie Diomedeidae (Albatrossen)
- Geslacht Diomedea
  - Diomedea amsterdamensis (Amsterdameilandalbatros)
  - Diomedea antipodensis (Nieuw-Zeelandse albatros)
  - Diomedea dabbenena (Tristanalbatros)
  - Diomedea epomophora (Noordelijk koningsalbatros)
  - Diomedea exulans (Reuzenalbatros / Grote albatros)
  - Diomedea sanfordi (Zuidelijke koningsalbatros)
- Geslacht Phoebastria
  - Phoebastria albatrus (Stellers albatros)
  - Phoebastria immutabilis (Laysanalbatros)
  - Phoebastria irrorata (Galapagosalbatros)
  - Phoebastria nigripes (Zwartvoetalbatros)
- Geslacht Phoebetria
  - Phoebetria fusca (Zwarte albatros)
  - Phoebetria palpebrata (Roetkopalbatros)
- Geslacht Thalassarche
  - Thalassarche bulleri (Bullers albatros)
  - Thalassarche carteri (Indische geelsnavelalbatros)
  - Thalassarche cauta (Witkapalbatros)
  - Thalassarche chlororhynchos (Atlantische geelsnavelalbatros)
  - Thalassarche chrysostoma (Grijskopalbatros)
  - Thalassarche eremita (Chathamalbatros)
  - Thalassarche impavida (Campbellalbatros)
  - Thalassarche melanophris (Wenkbrauwalbatros)
  - Thalassarche salvini (Salvins albatros)

### Familie Hydrobatidae (Stormvogeltjes)
- Geslacht Fregetta
  - Fregetta grallaria (Witbuikstormvogeltje)
  - Fregetta maoriana
  - Fregetta tropica (Zwartbuikstormvogeltje)
- Geslacht Garrodia
  - Garrodia nereis (Grijsrugstormvogeltje)
- Geslacht Hydrobates
  - Hydrobates pelagicus (Stormvogeltje)
- Geslacht Nesofregetta
  - Nesofregetta fuliginosa (Witkeelstormvogeltje)
- Geslacht Oceanites
  - Oceanites gracilis (Sierlijk stormvogeltje)
  - Oceanites maorianus (Nieuw-Zeelands Stormvogeltje)
  - Oceanites oceanicus (Wilsons stormvogeltje)
- Geslacht Oceanodroma
  - Oceanodroma castro (Madeira-stormvogeltje)
  - Oceanodroma furcata (Parelgrijs stormvogeltje)
  - Oceanodroma homochroa (Californisch stormvogeltje)
  - Oceanodroma jabejabe
  - Oceanodroma hornbyi (Gekraagd stormvogeltje)
  - Oceanodroma leucorhoa (Vaal stormvogeltje)
  - Oceanodroma markhami (Humboldts stormvogeltje)
  - Oceanodroma matsudairae (Japans stormvogeltje)
  - Oceanodroma melania (Zwart stormvogeltje)
  - Oceanodroma microsoma (Dwergstormvogeltje)
  - Oceanodroma monorhis (Chinees stormvogeltje)
  - Oceanodroma monteiroi
  - Oceanodroma tethys (Galapagosstormvogeltje)
  - Oceanodroma tristrami (Tristrams stormvogeltje)
- Geslacht Pelagodroma
  - Pelagodroma marina (Bont stormvogeltje)

### Familie Pelecanoididae (Alkstormvogeltjes)
- Geslacht Pelecanoides
  - Pelecanoides garnotii (Chileens alkstormvogeltje)
  - Pelecanoides magellani (Magelhaenalkstormvogeltje)
  - Pelecanoides georgicus (Zuidgeorgische alkstormvogeltje)
  - Pelecanoides urinatrix (Alkstormvogeltje)

### Familie Procellariidae (Stormvogels)
- Geslacht Aphrodroma
  - Aphrodroma brevirostris (Kerguelenstormvogel)
- Geslacht Bulweria
  - Bulweria bulwerii (Bulwers stormvogel)
  - Bulweria fallax (Jouanins stormvogel)
- Geslacht Calonectris
  - Calonectris diomedea (Kuhls pijlstormvogel)
  - Calonectris edwardsii (Kaapverdische pijlstormvogel)
  - Calonectris leucomelas (Gestreepte pijlstormvogel)
- Geslacht Daption
  - Daption capense (Kaapse stormvogel)
- Geslacht Fulmarus
  - Fulmarus glacialis (Noordse stormvogel)
  - Fulmarus glacialoides (Grijze stormvogel)
- Geslacht Halobaena
  - Halobaena caerulea (Blauwe stormvogel)
- Geslacht Macronectes
  - Macronectes giganteus (Zuidelijke reuzenstormvogel)
  - Macronectes halli (Noordelijke reuzenstormvogel)
- Geslacht Pachyptila
  - Pachyptila belcheri (Dunbekprion)
  - Pachyptila crassirostris (Dikbekprion)
  - Pachyptila desolata (Antarctische prion)
  - Pachyptila salvini (Salvins prion)
  - Pachyptila turtur (Duifprion)
  - Pachyptila vittata (Breedbekprion)
- Geslacht Pagodroma
  - Pagodroma nivea (Sneeuwstormvogel)
- Geslacht Procellaria
  - Procellaria aequinoctialis (Witkinstormvogel)
  - Procellaria cinerea (Bruine stormvogel)
  - Procellaria conspicillata (Brilstormvogel)
  - Procellaria parkinsoni (Zwarte stormvogel)
  - Procellaria westlandica (Westlandstormvogel)
- Geslacht Pseudobulweria
  - Pseudobulweria aterrima (Reunionstormvogel)
  - Pseudobulweria becki (Solomonstormvogel)
  - Pseudobulweria macgillivrayi (Macgillivray's stormvogel)
  - Pseudobulweria rostrata (Tahiti-stormvogel)
- Geslacht Pterodroma
  - Pterodroma alba (Phoenixstormvogel)
  - Pterodroma arminjoniana (Arminjons stormvogel)
  - Pterodroma atrata (Hendersons Stormvogel)
  - Pterodroma axillaris (Chathamstormvogel)
  - Pterodroma baraui (Barau's stormvogel)
  - Pterodroma brevipes (Halsbandstormvogel)
  - Pterodroma cahow (Bermuda-stormvogel)
  - Pterodroma cervicalis (Kermadecwitnekstormvogel)
  - Pterodroma cookii (Cooks stormvogel)
  - Pterodroma defilippiana (Juan fernandezstormvogel)
  - Pterodroma deserta
  - Pterodroma externa (Witnekstormvogel)
  - Pterodroma feae (Kaapverdische stormvogel)
  - Pterodroma hasitata (Zwartkapstormvogel)
  - Pterodroma heraldica (Arminjons Stormvogel / Salvins Stormvogel)
  - Pterodroma hypoleuca (Boninstormvogel)
  - Pterodroma incerta (Schlegel-stormvogel)
  - Pterodroma inexpectata (Regenstormvogel)
  - Pterodroma lessonii (Witkopstormvogel)
  - Pterodroma leucoptera (Goulds stormvogel)
  - Pterodroma longirostris (Stejnegers stormvogel)
  - Pterodroma macroptera (Langvleugelstormvogel)
  - Pterodroma madeira (Madeira-stormvogel)
  - Pterodroma magentae (Magenta-stormvogel)
  - Pterodroma mollis (Donsstormvogel)
  - Pterodroma neglecta (Kermadecstormvogel)
  - Pterodroma nigripennis (Zwartvleugelstormvogel)
  - Pterodroma occulta (Vanuatustormvogel)
  - Pterodroma phaeopygia (Zwartborststormvogel)
  - Pterodroma pycrofti (Pycrofts stormvogel)
  - Pterodroma sandwichensis (Hawaiistormvogel)
  - Pterodroma solandri (Solanders stormvogel)
  - Pterodroma ultima (Murphy's stormvogel)
- Geslacht Puffinus
  - Puffinus assimilis (Kleine pijlstormvogel)
  - Puffinus auricularis (Townsends pijlstormvogel)
  - Puffinus bailloni
  - Puffinus bannermani (Puffinus bannermani)
  - Puffinus baroli (Canarische kleine pijlstormvogel)
  - Puffinus bulleri (Bullers pijlstormvogel)
  - Puffinus carneipes (Australische grote pijlstormvogel)
  - Puffinus creatopus (Chileense grote pijlstormvogel)
  - Puffinus gavia (Vlinderpijlstormvogel)
  - Puffinus gravis (Grote pijlstormvogel)
  - Puffinus griseus (Grauwe pijlstormvogel)
  - Puffinus heinrothi (Heinroths pijlstormvogel)
  - Puffinus huttoni (Huttons pijlstormvogel)
  - Puffinus lherminieri (Audubons pijlstormvogel)
  - Puffinus mauretanicus (Vale pijlstormvogel)
  - Puffinus nativitatis (Kleine wigstaartpijlstormvogel)
  - Puffinus newelli (Newells pijlstormvogel)
  - Puffinus opisthomelas (Zwartbuikpijlstormvogel)
  - Puffinus pacificus (Wigstaartpijlstormvogel)
  - Puffinus persicus (Perzische pijlstormvogel)
  - Puffinus puffinus (Noordse pijlstormvogel)
  - Puffinus subalaris
  - Puffinus tenuirostris (Dunbekpijlstormvogel)
  - Puffinus yelkouan (Yelkouanpijlstormvogel)
- Geslacht Thalassoica
  - Thalassoica antarctica (Antarctische stormvogel)

## Orde Otidiformes (Trappen)

### FamilieOtididae
- - Geslacht Ardeotis
  - Ardeotis arabs (Arabische trap)
  - Ardeotis australis (Australische trap)
  - Ardeotis kori (Koritrap)
  - Ardeotis nigriceps (Indische trap)
- Geslacht Chlamydotis
  - Chlamydotis undulata (Kraagtrap)
- Geslacht Eupodotis
  - Eupodotis afra (Zwarte trap)
  - Eupodotis caerulescens (Blauwe trap)
  - Eupodotis humilis (Somalische trap)
  - Eupodotis ruepellii (Ruppels trap)
  - Eupodotis ruficristata (Zuid-Afrikaanse kuiftrap)
  - Eupodotis senegalensis (Senegalese kuiftrap)
  - Eupodotis vigorsii (Zwartkintrap)
- Geslacht Houbaropsis
  - Houbaropsis bengalensis (Baardtrap)
- Geslacht Lissotis
  - Lissotis hartlaubii (Hartlaubs trap)
  - Lissotis melanogaster (Zwartbuiktrap)
- Geslacht Neotis
  - Neotis denhami (Denhams trap)
  - Neotis heuglinii (Heuglins trap)
  - Neotis ludwigii (Ludwigs trap)
  - Neotis nuba Nubische trap
- Geslacht Otis
  - Otis tarda (Grote trap)
- Geslacht Sypheotides
  - Sypheotides indicus (Kleine Indische trap)
- Geslacht Tetrax
  - Tetrax tetrax (Kleine trap)

## Orde Cuculiformes (Koekoeken)

### Familie Cuculidae (Koekoeken)
- Geslacht Cacomantis
  - Cacomantis castaneiventris (Roestbuikkoekoek)
  - Cacomantis flabelliformis (Rechtstaartkoekoek / Waaierstaartkoekoek)
  - Cacomantis heinrichi (Molukkenkoekoek)
  - Cacomantis leucolophus (Witkapkoekoek)
  - Cacomantis merulinus (Klaagkoekoek / Piet-van-Vliet)
  - Cacomantis pallidus (Vale koekoek)
  - Cacomantis passerinus (Grijsbuik-Piet-van-Vliet)
  - Cacomantis sepulcralis (Indonesische koekoek)
  - Cacomantis sonneratii (Gestreepte Piet-van-Vliet)
  - Cacomantis variolosus (Treurkoekoek)
- Geslacht Carpococcyx
  - Carpococcyx radiceus (Maleise grondkoekoek)
  - Carpococcyx renauldi (Siamese grondkoekoek)
  - Carpococcyx viridis
- Geslacht Centropus
  - Centropus andamanensis (Bruine Spoorkoekoek)
  - Centropus anselli (Bismarckspoorkoekoek)
  - Centropus ateralbus (Bismarckspoorkoekoek)
  - Centropus bengalensis (Bengaalse spoorkoekoek)
  - Centropus bernsteini (Bernsteins spoorkoekoek)
  - Centropus celebensis (Sulawesi-spoorkoekoek)
  - Centropus chalybeus (Biakspoorkoekoek)
  - Centropus chlororhynchos (Ceylonspoorkoekoek)
  - Centropus cupreicaudus (Koperstaartspoorkoekoek)
  - Centropus goliath (Goliathspoorkoekoek)
  - Centropus grillii (Zwarte spoorkoekoek)
  - Centropus leucogaster (Witbuikspoorkoekoek)
  - Centropus melanops (Zwartwangspoorkoekoek)
  - Centropus menbeki (Groene spoorkoekoek)
  - Centropus milo (Solomon-eilanden spoorkoekoek)
  - Centropus monachus (Monniksspoorkoekoek)
  - Centropus nigrorufus (Javaanse spoorkoekoek)
  - Centropus phasianinus (Fazantspoorkoekoek)
  - Centropus rectunguis (Kortteenspoorkoekoek)
  - Centropus senegalensis (Senegalese spoorkoekoek)
  - Centropus sinensis (Chinese spoorkoekoek)
  - Centropus steerii (Mindoro-spoorkoekoek)
  - Centropus superciliosus (Wenkbrauwspoorkoekoek)
  - Centropus toulou (Toeloe-spoorkoekoek)
  - Centropus unirufus (Rosse spoorkoekoek)
  - Centropus violaceus (Violette spoorkoekoek)
  - Centropus viridis (Filipijnse spoorkoekoek)
- Geslacht Cercococcyx
  - Cercococcyx mechowi (Grijze langstaartkoekoek)
  - Cercococcyx montanus (Gestreepte langstaartkoekoek)
  - Cercococcyx olivinus (Bruine langstaartkoekoek)
- Geslacht Ceuthmochares
  - Ceuthmochares aereus (Geelsnavelmalkoha)
  - Ceuthmochares australis
- Geslacht Chrysococcyx
  - Chrysococcyx basalis (Horsfield bronskoekoek)
  - Chrysococcyx caprius (Diederikkoekoek)
  - Chrysococcyx cupreus (Smaragdkoekoek)
  - Chrysococcyx flavigularis (Geelkeelkoekoek)
  - Chrysococcyx klaas (Klaaskoekoek)
  - Chrysococcyx lucidus (Gouden bronskoekoek)
  - Chrysococcyx maculatus (Gevlekte bronskoekoek)
  - Chrysococcyx megarhynchus (Langsnavelkoekoek)
  - Chrysococcyx meyerii (Meyers bronskoekoek)
  - Chrysococcyx minutillus (Kleine bronskoekoek)
  - Chrysococcyx osculans (Zwartoorkoekoek)
  - Chrysococcyx ruficollis (Ropodkeelbronskoekoek)
  - Chrysococcyx xanthorhynchus (Amethystkoekoek)
- Geslacht Clamator
  - Clamator coromandus (Coromandelkoekoek)
  - Clamator glandarius (Kuifkoekoek)
  - Clamator jacobinus (Jacobijnkoekoek)
  - Clamator levaillantii (Levaillants koekoek)
- Geslacht Coccycua
  - Coccycua cinerea (Grauwe koekoek)
  - Coccycua minuta (Kleine eekhoornkoekoek)
  - Coccycua pumila (Dwergkoekoek)
- Geslacht Coccyzus
  - Coccyzus americanus (Geelsnavelkoekoek)
  - Coccyzus erythropthalmus (Zwartsnavelkoekoek)
  - Coccyzus euleri (Witbuikkoekoek)
  - Coccyzus ferrugineus (Kokoskoekoek)
  - Coccyzus lansbergi (Grijskopkoekoek)
  - Coccyzus longirostris (Hispaniola-hagediskoekoek)
  - Coccyzus melacoryphus (Kleine mangrove-koekoek)
  - Coccyzus merlini (Cubaanse hagediskoekoek)
  - Coccyzus minor (Mangrove-koekoek)
  - Coccyzus pluvialis (Regenkoekoek)
  - Coccyzus rufigularis (Mantero)
  - Coccyzus vetula (Jamaicaanse hagediskoekoek)
  - Coccyzus vieilloti (Puerto-rico-hagediskoekoek)
- Geslacht Coua
  - Coua caerulea (Blauwe coua)
  - Coua coquereli (Coqurels coua)
  - Coua cristata (Kuifcoua)
  - Coua cursor (Rencoua)
  - Coua gigas (Grote coua)
  - Coua reynaudii (Reynauds coua)
  - Coua ruficeps (Roestkopcoua)
  - Coua serriana (Vruchtencoua)
  - Coua verreauxi (Grijze coua)
- Geslacht Crotophaga
  - Crotophaga ani (Kleine ani)
  - Crotophaga major (Grote ani)
  - Crotophaga sulcirostris (Groefsnavelani)
- Geslacht Cuculus
  - Cuculus canorus (Koekoek)
  - Cuculus clamosus (Zwarte koekoek)
  - Cuculus crassirostris (Sulawesi-sperwerkoekoek)
  - Cuculus gularis (Afrikaanse koekoek)
  - Cuculus lepidus (Soendakoekoek)
  - Cuculus micropterus (Kortvleugelkoekoek)
  - Cuculus optatus (Boskoekoek)
  - Cuculus poliocephalus (Kleine koekoek)
  - Cuculus rochii (Madagaskarkoekoek)
  - Cuculus saturatus (Himalayakoekoek)
  - Cuculus solitarius (Heremietkoekoek)
- Geslacht Dasylophus
  - Dasylophus cumingi (Schubhalsmalkoha)
  - Dasylophus superciliosus (Roodbrauwmalkoha)
- Geslacht Dromococcyx
  - Dromococcyx pavoninus (Pauwkoekoek)
  - Dromococcyx phasianellus (Fazantkoekoek)
- Geslacht Eudynamys
  - Eudynamys melanorhynchus (Sulawesi-köel)
  - Eudynamys orientalis
  - Eudynamys scolopaceus (Indische koël)
- Geslacht Geococcyx
  - Geococcyx californianus (Grote renkoekoek)
  - Geococcyx velox (Kleine renkoekoek)
- Geslacht Guira
  - Guira guira (Guirakoekoek)
- Geslacht Hierococcyx
  - Hierococcyx bocki
  - Hierococcyx fugax (Chinese sperwerkoekoek / Maleise sperwerkoekoek)
  - Hierococcyx hyperythrus
  - Hierococcyx nisicolor
  - Hierococcyx pectoralis
  - Hierococcyx sparverioides (Sperwerkoekoek)
  - Hierococcyx vagans (Kleine sperwerkoekoek)
  - Hierococcyx varius (Indische sperwerkoekoek)
- Geslacht Microdynamis
  - Microdynamis parva (Baardkoekoek)
- Geslacht Morococcyx
  - Morococcyx erythropygus (Lijsterkoekoek)
- Geslacht Neomorphus
  - Neomorphus geoffroyi (Roodbuikgrondkoekoek)
  - Neomorphus pucheranii (Roodsnavelgrondkoekoek)
  - Neomorphus radiolosus (Gebandeerde grondkoekoek)
  - Neomorphus rufipennis (Roodvleugelgrondkoekoek)
  - Neomorphus squamiger (Geschubde grondkoekoek)
- Geslacht Pachycoccyx
  - Pachycoccyx audeberti (Diksnavelkoekoek)
- Geslacht Phaenicophaeus
  - Phaenicophaeus curvirostris (Roestbuikmalkoha)
  - Phaenicophaeus diardi (Zwartbuikmalkoha)
  - Phaenicophaeus pyrrhocephalus (Roodwangmalkoha)
  - Phaenicophaeus sumatranus (Roodbuikmalkoha)
  - Phaenicophaeus tristis (Grote groensnavelmalkoha)
  - Phaenicophaeus viridirostris (Kleine groensnavelmalkoha)
- Geslacht Piaya
  - Piaya cayana (Eekhoornkoekoek)
  - Piaya melanogaster (Zwartbuikkoekoek)
- Geslacht Rhamphococcyx
  - Rhamphococcyx calyorhynchus (Sulawesi-malkoha)
- Geslacht Rhinortha
  - Rhinortha chlorophaea (Raffles-malkoha)
- Geslacht Scythrops
  - Scythrops novaehollandiae (Reuzenkoekoek)
- Geslacht Surniculus
  - Surniculus dicruroides
  - Surniculus lugubris (Drongo-koekoek)
  - Surniculus musschenbroeki
  - Surniculus velutinus
- Geslacht Taccocua
  - Taccocua leschenaultii (Indische malkoha)
- Geslacht Tapera
  - Tapera naevia (Gestreepte koekoek)
- Geslacht Urodynamis
  - Urodynamis taitensis (Langstaartkoël)
- Geslacht Zanclostomus
  - Zanclostomus javanicus (Roodsnavelmalkoha)

## Orde Gruiformes (Kraanvogelachtigen)

### Familie Aramidae (Koerlan)
- Geslacht Aramus
  - Aramus guarauna (Koerlan)

### Familie Gruidae (Kraanvogels)
- Geslacht Balearica
  - Balearica pavonina (Zwarte kroonkraan)
  - Balearica regulorum (Grijze kroonkraan)
- Geslacht Grus
  - Grus americana (Trompetkraanvogel)
  - Grus antigone (Saruskraanvogel)
  - Grus canadensis (Canadese kraanvogel)
  - Grus grus (Kraanvogel)
  - Grus japonensis (Chinese kraanvogel)
  - Grus leucogeranus (Siberische witte kraanvogel)
  - Grus monacha (Monnikskraanvogel)
  - Grus nigricollis (Zwarthalskraanvogel)
  - Grus rubicunda (Brolga-kraanvogel)
  - Grus vipio (Witnekkraanvogel)
- Geslacht Anthropoide
  - Grus paradisea (Paradijskraanvogel)
  - Grus virgo (Jufferkraanvogel)
- Geslacht Bugeranus
  - Bugeranus carunculatus (Lelkraanvogel)

### Familie Heliornithidae (Fuutkoeten)
- Geslacht Heliopais
  - Heliopais personatus (Maskerfuutkoet)
- Geslacht Heliornis
  - Heliornis fulica (Kleine fuutkoet)
- Geslacht Podica
  - Podica senegalensis (Watertrapper)

### Familie Psophiidae (Trompetvogels)
- Geslacht Psophia
  - Psophia crepitans (Trompetvogel)
  - Psophia leucoptera (Witvleugeltrompetvogel)
  - Psophia viridis (Groenvleugeltrompetvogel)

### Rallidae (Rallen)
- Geslacht Aenigmatolimnas
  - Aenigmatolimnas marginalis (Afrikaans porseleinhoen)
- Geslacht Amaurolimnas
  - Amaurolimnas concolor (Effen bosral)
- Geslacht Amaurornis
  - Amaurornis akool (Bruin waterhoen)
  - Amaurornis flavirostra (Zwart porseleinhoen)
  - Amaurornis isabellina (Sulawesi-waterhoen)
  - Amaurornis magnirostris
  - Amaurornis moluccana (Roodstaartwaterhoen)
  - Amaurornis olivacea (Olijfbruin waterhoen)
  - Amaurornis olivieri (Oliviers waterhoen)
  - Amaurornis phoenicurus (Witborstwaterhoen)
- Geslacht Anurolimnas
  - Anurolimnas castaneiceps (Kastanjekopral)
- Geslacht Aramides
  - Aramides axillaris (Roodnekbosral)
  - Aramides cajanea (Cayennebosral)
  - Aramides calopterus (Roodvleugelbosral)
  - Aramides mangle (Kleine bosral)
  - Aramides saracura (Vale bosral)
  - Aramides wolfi (Bruine bosral)
  - Aramides ypecaha (Reuzenbosral)
- Geslacht Aramidopsis
  - Aramidopsis plateni (Platens ral)
- Geslacht Atlantisia
  - Atlantisia rogersi (Inaccessible-eilandral)
- Geslacht Canirallus
  - Canirallus kioloides (Madagaskargrijskeelral)
  - Canirallus oculeus (Grijskeelral)
- Geslacht Coturnicops
  - Coturnicops exquisitus (Mandsjoerijse ral / Swinhoe's ral)
  - Coturnicops notatus (Darwins ral)
  - Coturnicops noveboracensis (Gele ral)
- Geslacht Crex
  - Crex crex (Kwartelkoning)
  - Crex egregia (Afrikaanse kwartelkoning)
- Geslacht Cyanolimnas
  - Cyanolimnas cerverai (Zapataral)
- Geslacht Dryolimnas
  - Dryolimnas cuvieri (Witkeelral)
- Geslacht Eulabeornis
  - Eulabeornis castaneoventris (Mangrove-ral)
- Geslacht Fulica
  - Fulica alai (Hawaiiaanse meerkoet)
  - Fulica americana (Amerikaanse meerkoet)
  - Fulica ardesiaca (Andesmeerkoet)
  - Fulica armillata (Roodbandkoet)
  - Fulica atra (Meerkoet)
  - Fulica caribaea (Caraibische koet)
  - Fulica cornuta (Hoornkoet)
  - Fulica cristata (Knobbelmeerkoet)
  - Fulica gigantea (Reuzenkoet)
  - Fulica leucoptera (Witvleugelkoet)
  - Fulica rufifrons (Roodschildkoet)
- Geslacht Gallicrex
  - Gallicrex cinerea (Waterhaan)
- Geslacht Gallinula
  - Gallinula angulata (Afrikaans waterhoen)
  - Gallinula chloropus (Waterhoen)
  - Gallinula comeri (Goughwaterhoen)
  - Gallinula galeata
  - Gallinula melanops (Zwartkopwaterhoen)
  - Gallinula silvestris (San-cristobalwaterhoen)
  - Gallinula tenebrosa (Zwart waterhoen)
- Geslacht Gallirallus
  - Gallirallus australis (Weka)
  - Gallirallus calayanensis (Calayanral)
  - Gallirallus insignis (New britainral)
  - Gallirallus lafresnayanus (Nieuwcaledonische ral)
  - Gallirallus okinawae (Okinawa-ral)
  - Gallirallus owstoni (Guamral)
  - Gallirallus philippensis (Geelbandral)
  - Gallirallus rovianae (Rovianaral)
  - Gallirallus striatus (Gebandeerde ral)
  - Gallirallus sylvestris (Lord howe-ral)
  - Gallirallus torquatus (Zebra-ral)
- Geslacht Gymnocrex
  - Gymnocrex plumbeiventris (Molukse-naaktoogral)
  - Gymnocrex rosenbergii (Sulawesi-naaktoogral)
  - Gymnocrex talaudensis
- Geslacht Habroptila
  - Habroptila wallacii (Halhahera-ral)
- Geslacht Himantornis
  - Himantornis haematopus (Nkulengu-ral)
- Geslacht Laterallus
  - Laterallus albigularis (Witkeeldwergral)
  - Laterallus exilis (Amazonedwergral)
  - Laterallus fasciatus (Zwartbandral)
  - Laterallus jamaicensis (Zwarte dwergral)
  - Laterallus leucopyrrhus (Roodbonte dwergral)
  - Laterallus levraudi (Levrauds dwergral)
  - Laterallus melanophaius (Braziliaanse dwergral)
  - Laterallus ruber (Rosse dwergral)
  - Laterallus spilonotus (Galapagosdwergral)
  - Laterallus tuerosi (Juninral)
  - Laterallus viridis (Roodkruinral)
  - Laterallus xenopterus (Conovers dwergral)
- Geslacht Lewinia
  - Lewinia mirifica (Luzonral)
  - Lewinia muelleri (Müllers Ral)
  - Lewinia pectoralis (Grijsborstral)
- Geslacht Megacrex
  - Megacrex inepta (Kasuarisral)
- Geslacht Micropygia
  - Micropygia schomburgkii (Schomburgks ral)
- Geslacht Neocrex
  - Neocrex colombiana (Columbiaans roodsnavelhoen)
  - Neocrex erythrops (Roodsnavelhoen)
- Geslacht Nesoclopeus
  - Nesoclopeus poecilopterus (Fiji-ral)
  - Nesoclopeus woodfordi (Woodfordral)
- Geslacht Pardirallus
  - Pardirallus maculatus (Gevlekte ral)
  - Pardirallus nigricans (Rouwral)
  - Pardirallus sanguinolentus (Loodgrijze ral)
- Geslacht Porphyrio
  - Porphyrio alleni (Afrikaans purperhoen)
  - Porphyrio flavirostris (Azuurpurperhoen)
  - Porphyrio hochstetteri
  - Porphyrio madagascariensis (Purperkoet)
  - Porphyrio martinica (Amerikaans purperhoen)
  - Porphyrio porphyrio (Purperkoet)
- Geslacht Porzana
  - Porzana albicollis (Witkeelporseleinhoen)
  - Porzana atra (Henderson-eilandporseleinhoen)
  - Porzana bicolor (Tweekleurig porseleinhoen)
  - Porzana carolina (Sora-ral)
  - Porzana cinerea (Wenkbrauwral)
  - Porzana flaviventer (Geelbuikporseleinhoen)
  - Porzana fluminea (Australisch porseleinhoen)
  - Porzana fusca (Bruin porseleinhoen)
  - Porzana parva (Klein waterhoen)
  - Porzana paykullii (Bontbekral)
  - Porzana porzana (Porseleinhoen)
  - Porzana pusilla (Kleinst waterhoen)
  - Porzana spiloptera (Dunfords dwergral)
  - Porzana tabuensis (Pacifisch porseleinhoen)
- Geslacht Rallicula
  - Rallicula forbesi (Forbes' kaneelral)
  - Rallicula leucospila (Bonte kaneelral)
  - Rallicula mayri Mayrs kaneelral)
  - Rallicula rubra (Nieuwguinese kaneelral)
- Geslacht Rallina
  - Rallina canningi (Andamanral)
  - Rallina eurizonoides (Zwartpootral)
  - Rallina fasciata (Roodpootral)
  - Rallina tricolor (Driekleurige ral)
- Geslacht Rallus
  - Rallus aequatorialis
  - Rallus antarcticus (Magelhaenral)
  - Rallus aquaticus (Waterral)
  - Rallus caerulescens (Afrikaanse waterral)
  - Rallus elegans (Koningsral)
  - Rallus indicus
  - Rallus limicola (Virginia-ral)
  - Rallus longirostris (Klapperral)
  - Rallus madagascariensis (Madagaskarwaterral)
  - Rallus semiplumbeus (Bogota-waterral)
  - Rallus wetmorei (Wetmore's ral)
- Geslacht Rougetius
  - Rougetius rougetii (Rougets ral)
- Geslacht Tribonyx
  - Tribonyx mortierii (Tasmaans waterhoen)
  - Tribonyx ventralis (Australisch waterhoen)

### Familie Sarothruridae (Donsstaartrallen)
- Geslacht Sarothrura
  - Sarothrura affinis (Strependonsstaartral)
  - Sarothrura ayresi (Witvleugeldonsstaartral)
  - Sarothrura boehmi (Bohms donsstaartral)
  - Sarothrura elegans (Bruinvlekdonsstaartral)
  - Sarothrura insularis (Hova-donsstaartral)
  - Sarothrura lugens (Ugalla-donsstaartral)
  - Sarothrura pulchra (Parelvlekdonsstaartral)
  - Sarothrura rufa (Roodborstdonsstaartral)
  - Sarothrura watersi (Barletts donsstaartral)

## Orde Charadriiformes (Steltloperachtigen)

### Familie Alcidae (Alken)
- Geslacht Aethia
  - Aethia cristatella (Kuifalk)
  - Aethia psittacula (Papegaai-alk)
  - Aethia pusilla (Dwergalk)
  - Aethia pygmaea (Geoorde dwergalk)
- Geslacht Alca
  - Alca torda (Alk)
- Geslacht Alle
  - Alle alle (Kleine alk)
- Geslacht Brachyramphus
  - Brachyramphus brevirostris (Kittlitz' alk)
  - Brachyramphus marmoratus (Marmeralk)
  - Brachyramphus perdix (Aziatische marmeralk)
- Geslacht Cepphus
  - Cepphus carbo (Brilzeekoet)
  - Cepphus columba (Duifzeekoet)
  - Cepphus grylle (Zwarte zeekoet)
- Geslacht Cerorhinca
  - Cerorhinca monocerata (Neushoornalk)
- Geslacht Fratercula
  - Fratercula arctica (Papegaaiduiker)
  - Fratercula cirrhata (Kuifpapegaaiduiker)
  - Fratercula corniculata (Gehoornde papegaaiduiker)
- Geslacht Pinguinus  †
  - Pinguinus impennis (Reuzenalk)  †
- Geslacht Ptychoramphus
  - Ptychoramphus aleuticus (Cassins alk)
- Geslacht Synthliboramphus
  - Synthliboramphus antiquus (Zilveralk)
  - Synthliboramphus craveri (Craveri's alk)
  - Synthliboramphus hypoleucus (Xantus' alk)
  - Synthliboramphus wumizusume (Japanse alk)
- Geslacht Uria
  - Uria aalge (Zeekoet)
  - Uria lomvia (Kortbekzeekoet)

### Familie Burhinidae (Grielen)
- Geslacht Burhinus
  - Burhinus bistriatus (Caribische griel)
  - Burhinus capensis (Kaapse griel)
  - Burhinus grallarius (Australische griel)
  - Burhinus oedicnemus (Griel)
  - Burhinus senegalensis (Senegalese griel)
  - Burhinus superciliaris (Peruaanse griel)
  - Burhinus vermiculatus (Watergriel)
- Geslacht Esacus
  - Esacus magnirostris (Rifgriel)
  - Esacus recurvirostris (Grote griel)

### Familie Charadriidae (Plevieren)
- Geslacht Anarhynchus
  - Anarhynchus frontalis (Scheefsnavelplevier)
- Geslacht Charadrius
  - Charadrius alexandrinus (Strandplevier)
  - Charadrius alticola (Puna-plevier)
  - Charadrius asiaticus (Kaspische plevier)
  - Charadrius bicinctus (Dubbelbandplevier)
  - Charadrius collaris (Kraagplevier)
  - Charadrius dubius (Kleine plevier)
  - Charadrius falklandicus (Falklandplevier)
  - Charadrius forbesi (Forbes-plevier)
  - Charadrius hiaticula (Bontbekplevier)
  - Charadrius javanicus (Javaanse strandplevier)
  - Charadrius leschenaultii (Woestijnplevier)
  - Charadrius marginatus (Vale strandplevier)
  - Charadrius melodus (Dwergplevier)
  - Charadrius modestus (Patagonische plevier)
  - Charadrius mongolus (Kleine woestijnplevier)
  - Charadrius montanus (Prairie-plevier)
  - Charadrius morinellus (Morinelplevier)
  - Charadrius nivosus
  - Charadrius obscurus (Rosse plevier)
  - Charadrius pallidus (Kaapse plevier)
  - Charadrius pecuarius (Herdersplevier)
  - Charadrius peronii (Maleise plevier)
  - Charadrius placidus (Japanse bontbekplevier)
  - Charadrius ruficapillus (Roodkopplevier)
  - Charadrius sanctaehelenae (Sint helena-plevier)
  - Charadrius semipalmatus (Amerikaanse bontbekplevier)
  - Charadrius thoracicus (Madagascarplevier)
  - Charadrius tricollaris (Driebandplevier)
  - Charadrius veredus (Steppeplevier)
  - Charadrius vociferus (Killdeerplevier)
  - Charadrius wilsonia (Dikbekplevier)
- Geslacht Elseyornis
  - Elseyornis melanops (Maskerplevier)
- Geslacht Erythrogonys
  - Erythrogonys cinctus (Roodknie-plevier)
- Geslacht Hoploxypterus
  - Hoploxypterus cayanus (Cayenne-kievit)
- Geslacht Oreopholus
  - Oreopholus ruficollis (Andesplevier)
- Geslacht Peltohyas
  - Peltohyas australis (Australische renplevier)
- Geslacht Phegornis
  - Phegornis mitchellii (Diadeemplevier)
- Geslacht Pluvialis
  - Pluvialis apricaria (Goudplevier)
  - Pluvialis dominica (Amerikaanse goudplevier)
  - Pluvialis fulva (Aziatische goudplevier)
  - Pluvialis squatarola (Zilverplevier)
- Geslacht Thinornis
  - Thinornis novaeseelandiae (Nieuw-Zeelandse plevier)
  - Thinornis rubricollis (Zwartkopplevier)
- Geslacht Vanellus
  - Vanellus albiceps (Witkruinkievit)
  - Vanellus armatus (Smidsplevier)
  - Vanellus chilensis (Chileense kievit)
  - Vanellus cinereus (Grijskopkievit)
  - Vanellus coronatus (Diadeemkievit)
  - Vanellus crassirostris (Langteenkievit)
  - Vanellus duvaucelii (Indische sporenkievit)
  - Vanellus gregarius (Steppekievit)
  - Vanellus indicus (Indische kievit)
  - Vanellus leucurus (Witstaartkievit)
  - Vanellus lugubris (Rouwkievit)
  - Vanellus macropterus (Javaanse kievit)
  - Vanellus malabaricus (Malabarkievit)
  - Vanellus melanocephalus (Ethiopische kievit)
  - Vanellus melanopterus (Zwartvleugelkievit)
  - Vanellus miles (Maskerkievit)
  - Vanellus resplendens (Andeskievit)
  - Vanellus senegallus (Lelkievit)
  - Vanellus spinosus (Sporenkievit)
  - Vanellus superciliosus (Bruinborstkievit)
  - Vanellus tectus (Zwartkopkievit)
  - Vanellus tricolor (Australische kievit)
  - Vanellus vanellus (Kievit)

### Familie Chionidae (Ijshoenders)
- Geslacht Chionis
  - Chionis albus (Zuidpoolkip)
  - Chionis minor (Klein ijshoen)

### Familie Dromadidae (Krabplevieren)
- Geslacht Dromas
  - Dromas ardeola (Krabplevier)

### Familie Glareolidae (Renvogels en vorkstaartplevieren)
- Geslacht Cursorius
  - Cursorius coromandelicus (Indische renvogel)
  - Cursorius cursor (Renvogel)
  - Cursorius rufus (Rosse renvogel)
  - Cursorius somalensis
  - Cursorius temminckii (Temmincks renvogel)
- Geslacht Glareola
  - Glareola cinerea (Grijze vorkstaartplevier)
  - Glareola lactea (Kleine vorkstaartplevier)
  - Glareola maldivarum (Oosterse vorkstaartplevier)
  - Glareola nordmanni (Steppevorkstaartplevier)
  - Glareola nuchalis (Rotsvorkstaartplevier)
  - Glareola ocularis (Madagaskarvorkstaartplevier)
  - Glareola pratincola (Vorkstaartplevier)
- Geslacht Rhinoptilus
  - Rhinoptilus africanus (Dubbelbandrenvogel)
  - Rhinoptilus bitorquatus (Jerdons renvogel)
  - Rhinoptilus chalcopterus (Bronsvleugelrenvogel)
  - Rhinoptilus cinctus (Driebandrenvogel)
- Geslacht Stiltia
  - Stiltia isabella (Steltvorkstaartplevier)

### Familie Haematopodidae (Scholeksters)
- Geslacht Haematopus
  - Haematopus ater (Zuid-Amerikaanse zwarte scholekster)
  - Haematopus bachmani (Noord-Amerikaanse zwarte scholekster)
  - Haematopus chathamensis (Chathamscholekster)
  - Haematopus finschi (Finsch Zwarte Scholekster)
  - Haematopus fuliginosus (Australische zwarte scholekster)
  - Haematopus leucopodus (Magelhaenscholekster)
  - Haematopus longirostris (Australische bonte scholekster)
  - Haematopus meadewaldoi (Canarische scholekster)  †
  - Haematopus moquini (Afrikaanse zwarte scholekster)
  - Haematopus ostralegus (Scholekster)
  - Haematopus palliatus (Amerikaanse bonte scholekster)
  - Haematopus unicolor (Nieuw-Zeelandse zwarte scholekster)

### Familie Ibidorhynchidae (Ibissnavel)
- Geslacht Ibidorhyncha
  - Ibidorhyncha struthersii (Ibissnavel)

### Familie Jacana's (Jacanidae)
- Geslacht Actophilornis
  - Actophilornis africanus (Grootlangtoon)
  - Actophilornis albinucha (Madagaskarjacana)
- Geslacht Hydrophasianus
  - Hydrophasianus chirurgus (Waterfazant)
- Geslacht Irediparra
  - Irediparra gallinacea (Australische jacana)
- Geslacht Jacana
  - Jacana jacana (Leljacana)
  - Jacana spinosa (Jacana)
- Geslacht Metopidius
  - Metopidius indicus (Bronsvleugeljacana)
- Geslacht Microparra
  - Microparra capensis (Dwergjacana)

### Familie Meeuwen, Sterns en Schaarbekken (Laridae)
- Geslacht Anous
  - Anous minutus (witkapnoddy)
  - Anous stolidus (noddy)
  - Anous tenuirostris (kleine noddy)
- Geslacht Chlidonias
  - Chlidonias albostriatus (Nieuw-Zeelandse stern)
  - Chlidonias hybrida (witwangstern)
  - Chlidonias leucopterus (witvleugelstern)
  - Chlidonias niger (zwarte stern)
- Geslacht Chroicocephalus
  - Chroicocephalus brunnicephalus (bruinkopmeeuw)
  - Chroicocephalus bulleri (zwartsnavelmeeuw)
  - Chroicocephalus cirrocephalus (grijskopmeeuw)
  - Chroicocephalus genei (dunbekmeeuw)
  - Chroicocephalus hartlaubii (Hartlaubs meeuw)
  - Chroicocephalus maculipennis (Patagonische kokmeeuw)
  - Chroicocephalus novaehollandiae (witkopmeeuw)
  - Chroicocephalus philadelphia (kleine kokmeeuw)
  - Chroicocephalus ridibundus (kokmeeuw)
  - Chroicocephalus saundersi (Chinese kokmeeuw)
  - Chroicocephalus scopulinus (roodsnavelmeeuw)
  - Chroicocephalus serranus (Andesmeeuw)
- Geslacht Creagrus
  - Creagrus furcatus (zwaluwstaartmeeuw)
- Geslacht Gelochelidon
  - Gelochelidon nilotica (lachstern)
- Geslacht Gygis
  - Gygis alba (opaalstern / witte stern)
- Geslacht Hydrocoloeus
  - Hydrocoloeus minutus (dwergmeeuw)
- Geslacht Hydroprogne
  - Hydroprogne caspia (reuzenstern)
- Geslacht Ichthyaetus
  - Ichthyaetus audouinii (Audouins meeuw)
  - Ichthyaetus hemprichii (Hemprichs meeuw)
  - Ichthyaetus ichthyaetus (reuzenzwartkopmeeuw)
  - Ichthyaetus leucophthalmus (witoogmeeuw)
  - Ichthyaetus melanocephalus (zwartkopmeeuw)
  - Ichthyaetus relictus (relictmeeuw)
- Geslacht Larosterna
  - Larosterna inca (Incastern)
- Geslacht Larus
  - Larus argentatus (zilvermeeuw)
  - Larus armenicus (Armeense meeuw)
  - Larus atlanticus (Olrog-meeuw)
  - Larus belcheri (Simeonsmeeuw)
  - Larus cachinnans (Pontische meeuw)
  - Larus californicus (prairie-meeuw)
  - Larus canus (Stormmeeuw)
  - Larus crassirostris (Sachalinmeeuw)
  - Larus delawarensis (ringsnavelmeeuw)
  - Larus dominicanus (kelpmeeuw)
  - Larus fuscus (kleine mantelmeeuw)
  - Larus glaucescens (Beringmeeuw)
  - Larus glaucoides (kleine burgemeester)
  - Larus heermanni (Heermanns meeuw)
  - Larus hyperboreus (grote burgemeester)
  - Larus livens (Mexicaanse meeuw)
  - Larus marinus (grote mantelmeeuw)
  - Larus michahellis (geelpootmeeuw)
  - Larus occidentalis (Californische meeuw)
  - Larus pacificus (diksnavelmeeuw)
  - Larus schistisagus (Kamtsjatka-meeuw)
  - Larus smithsonianus (Amerikaanse zilvermeeuw)
  - Larus thayeri (Thayer-meeuw)
  - Larus vegae (vegameeuw)
- Geslacht Leucophaeus
  - Leucophaeus atricilla (lachmeeuw)
  - Leucophaeus fuliginosus (lavameeuw)
  - Leucophaeus modestus (grijze meeuw)
  - Leucophaeus pipixcan (Franklins meeuw)
  - Leucophaeus scoresbii (dolfijnmeeuw)
- Geslacht Onychoprion
  - Onychoprion aleuticus (Aleoetenstern)
  - Onychoprion anaethetus (brilstern)
  - Onychoprion fuscatus (bonte stern)
  - Onychoprion lunatus (Fiji-stern)
- Geslacht Pagophila
  - Pagophila eburnea (ivoormeeuw)
- Geslacht Phaetusa
  - Phaetusa simplex (grootsnavelstern)
- Geslacht Procelsterna
  - Procelsterna albivitta
  - Procelsterna cerulea (grijze noddy)
- Geslacht Rhodostethia
  - Rhodostethia rosea (Ross' meeuw)
- Geslacht Rissa
  - Rissa brevirostris (goodpootdrieteenmeeuw)
  - Rissa tridactyla (drieteenmeeuw)
- Geslacht Rynchops
  - Rynchops albicollis (Indische schaarbek)
  - Rynchops flavirostris (Afrikaanse schaarbek)
  - Rynchops niger (Amerikaanse schaarbek)
- Geslacht Sterna
  - Sterna acuticauda (zwartbuikstern)
  - Sterna aurantia (rivierstern)
  - Sterna dougallii (Dougalls stern)
  - Sterna forsteri (Forsters stern)
  - Sterna hirundinacea (Zuid-Amerikaanse visdief)
  - Sterna hirundo (visdief)
  - Sterna paradisaea (Noordse stern)
  - Sterna repressa (Arabische stern)
  - Sterna striata (Tara-stern)
  - Sterna sumatrana (zwartnekstern)
  - Sterna trudeaui (Trudeausstern)
  - Sterna virgata (kerguelenstern)
  - Sterna vittata (zuidpoolstern)
- Geslacht Sternula
  - Sternula albifrons (dwergstern)
  - Sternula antillarum (Amerikaanse dwergstern)
  - Sternula balaenarum (Damarastern)
  - Sternula lorata (Humboldtstern)
  - Sternula nereis (elfenstern)
  - Sternula saundersi (Saunders dwergstern)
  - Sternula superciliaris (Amazone-stern)
- Geslacht Thalasseus
  - Thalasseus acuflavidus (Amerikaanse grote stern)
  - Thalasseus bengalensis (Bengaalse stern)
  - Thalasseus bergii (grote kuifstern)
  - Thalasseus bernsteini (Chinese kuifstern)
  - Thalasseus elegans (Californische kuifstern)
  - Thalasseus maximus (koningsstern)
  - Thalasseus sandvicensis (grote stern)
- Geslacht Xema
  - Xema sabini (Vorkstaartmeeuw)